# Pilulina nigrospora
Pilulina nigrospora är en svampart som beskrevs av G. Arnaud 1954. Pilulina nigrospora ingår i släktet Pilulina, divisionen sporsäcksvampar och riket svampar.   Inga underarter finns listade i Catalogue of Life.